# Niedersachsenpark

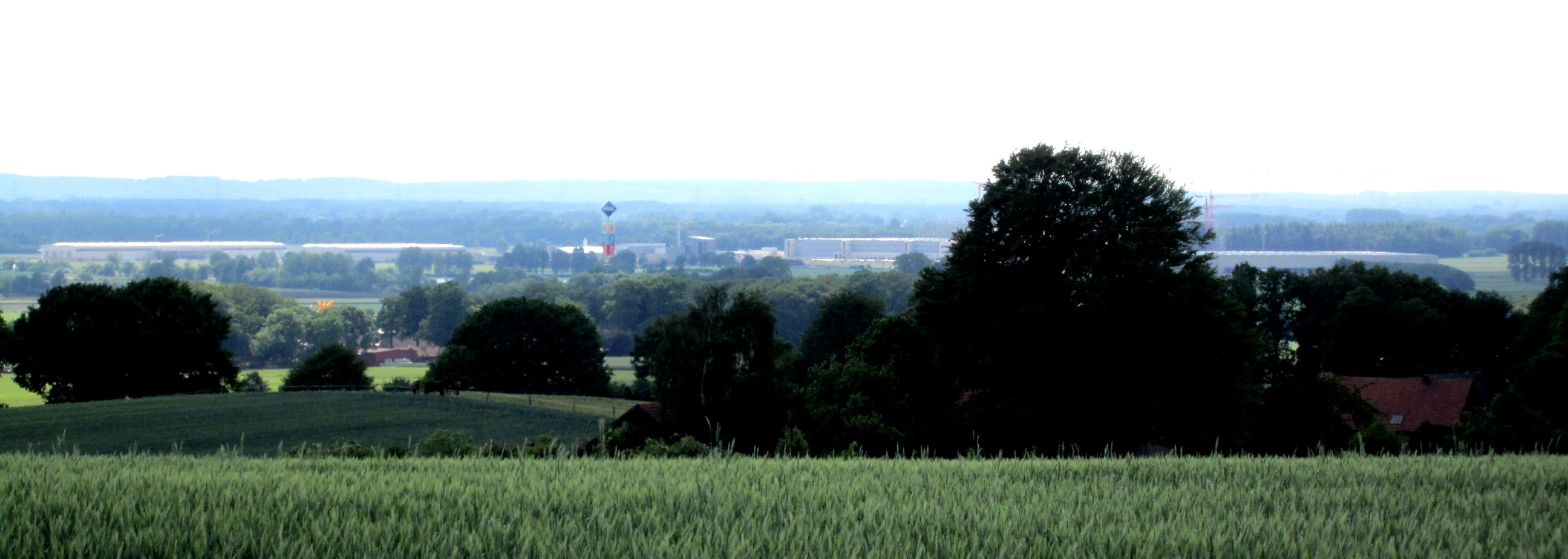
Blick auf den Niedersachsenpark (Gebäudekomplex in der Bildmitte) in Richtung Südwesten vom Dreesberg (Dammer Berge) aus. Im Hintergrund das Wiehengebirge

Niedersachsenpark ist der Name eines interkommunalen Gewerbegebiets in den Gemeinden Rieste (Landkreis Osnabrück) und Neuenkirchen-Vörden (Landkreis Vechta). Im Endausbau werden der Wirtschaft 412 Hektar an Grundstücksfläche zur Verfügung stehen. Das Gewerbegebiet liegt unmittelbar westlich der Bundesautobahn 1 und ist von dieser aus über die Anschlussstellen Neuenkirchen/Vörden und Rieste erreichbar.

## Standort

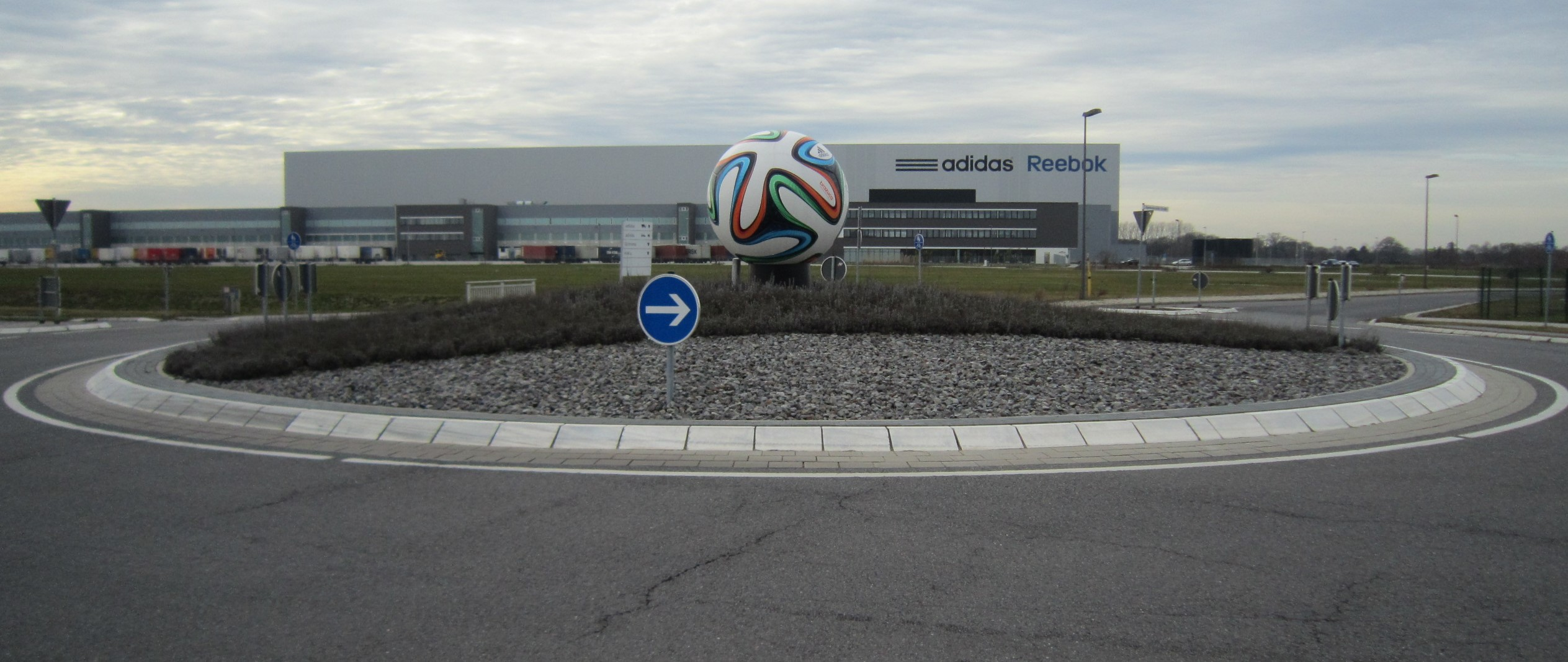
Adidas Reebok Logistikzentrum für ganz Europa. Im Vordergrund passende Kreiselkunst.

Der Niedersachsenpark bildet „die logistische Mitte für das Deutschland nördlich von Frankfurt“. Mit dieser Begründung hat die Firma PSA Peugeot Citroën sich für den Niedersachsenpark als Standort für ihr Ersatzteillager entschieden. Aus ähnlichen Gründen hat Adidas im Park sein Logistikzentrum errichtet, das im Frühsommer 2013 den Betrieb aufgenommen hat. Die meisten Firmen, die sich im Niedersachsenpark angesiedelt haben bzw. noch ansiedeln, haben allerdings ihren Haupt-Firmensitz in der Region Osnabrücker Land / Oldenburger Münsterland, darunter als weiterer Global Player die Grimme Landmaschinenfabrik mit Stammsitz in Damme.
Positiv für den Standort des Niedersachsenparks wirkt sich seine Nähe zur in Nord-Süd-Richtung verlaufenden Bundesautobahn 1 aus, von der aus die deutschen Seehäfen, insbesondere der neue JadeWeserPort, ebenso leicht zu erreichen sind wie die Metropolregion Rhein-Ruhr. Südlich von Osnabrück verläuft die Bundesautobahn 30 in Ost-West-Richtung, so dass auch die Metropolregion Hannover-Braunschweig-Göttingen-Wolfsburg und Berlin sowie die Niederlande leicht erreichbar sind. In der südlich an Rieste angrenzenden Stadt Bramsche befindet sich ein Hafen am Mittellandkanal.

## Geschichte
Im Mai 2002 wurde im Rathaus der Samtgemeinde Bersenbrück ein Konzept für ein gemeindeübergreifendes Gewerbegebiet vorgestellt, an dem neben den Landkreisen Osnabrück und Vechta die Kommunen Neuenkirchen-Vörden, Damme, Rieste und die Samtgemeinde Bersenbrück beteiligt sein sollten. Übergreifend große Reserveflächen für Gewerbeansiedlungen in einer strukturschwachen Region zu schaffen sei – so hieß es damals – das Ziel der Kooperation. Obwohl damals weitere große Gewerbegebiete an den nördlich angrenzenden Anschlussstellen der A 1 geplant waren, befürwortete das niedersächsische Wirtschaftsministerium das Projekt Niedersachsenpark.
Die ersten verbindlichen Zusagen für eine Betriebsansiedlung erfolgten 2005. Bis 2016 haben sich 60 Unternehmen am Standort Niedersachsenpark angesiedelt, und ca. 2200 Arbeitsplätze konnten geschaffen werden. Im Endausbau sollen im Park 7000 Arbeitnehmer tätig sein.
PSA beschloss 2015, die von ihm zuvor genutzte Fläche von 44.000 m² auf 17.000 m² durch einen Hallenneubau zu verkleinern. Die von PSA aufgegebene Halle nutzt „Nachbar“ Adidas-Reebok zusätzlich zu seinen eigenen Flächen.
Wegen der zu erwartenden Expansion des Geschäftsbetriebs forderten die Betreiber des Niedersachsenparks sowie Regionalpolitiker im Mai 2012 einen zusätzlichen Anschluss des Niedersachsenparks an die A 1 zwischen den Anschlussstellen Neuenkirchen/Vörden und Bramsche. Die Anschlussstelle wurde im Februar 2014 vom Bundesverkehrsministerium grundsätzlich genehmigt. Die Bauarbeiten für die neue Anschlussstelle begannen Anfang 2024 im Rahmen des sechsstreifigen Ausbaus der A 1; die Freigabe erfolgte am 7. August 2025.

## Gesellschafter
Die Niedersachsenpark GmbH ist ein Beispiel für Public Private Partnership. Gesellschafter der Niedersachsenpark GmbH sind die Firma MBN Bau AG (Georgsmarienhütte) sowie die Gemeinde Rieste, die Samtgemeinde Bersenbrück, die Gemeinde Neuenkirchen-Vörden und die Stadt Damme. Bis zum Dezember 2008 waren auch die Landkreise Osnabrück und Vechta Gesellschafter der Niedersachsenpark GmbH.

## Bilanzen
Im Geschäftsjahr 2011 erwirtschaftete die Niedersachsenpark GmbH einen Gewinn von insgesamt 200.000 Euro bei acht Millionen Euro Umlaufvermögen. Um ihren Verbindlichkeiten nachzukommen, muss die GmbH im Jahr etwa 3,5 Hektar Grundstücke verkaufen; im Juni 2012 waren es bereits über sieben Hektar. 23 Hektar Bauland hält sie vor, 70 Hektar sind in Planung.
Die Bilanz für das Jahr 2014 weist die folgenden Zahlen auf: Mehr als 50 Unternehmen wurden angesiedelt. Die Zahl der Arbeitsplätze beträgt mehr als 1900. Rund 5,5 Hektar Fläche sind im Jahr 2014 verkauft worden, insgesamt bisher 60 Hektar. Sofort verfügbar sind 50 Hektar, davon 30 Hektar zusammenhängende Fläche.

## Umwelt

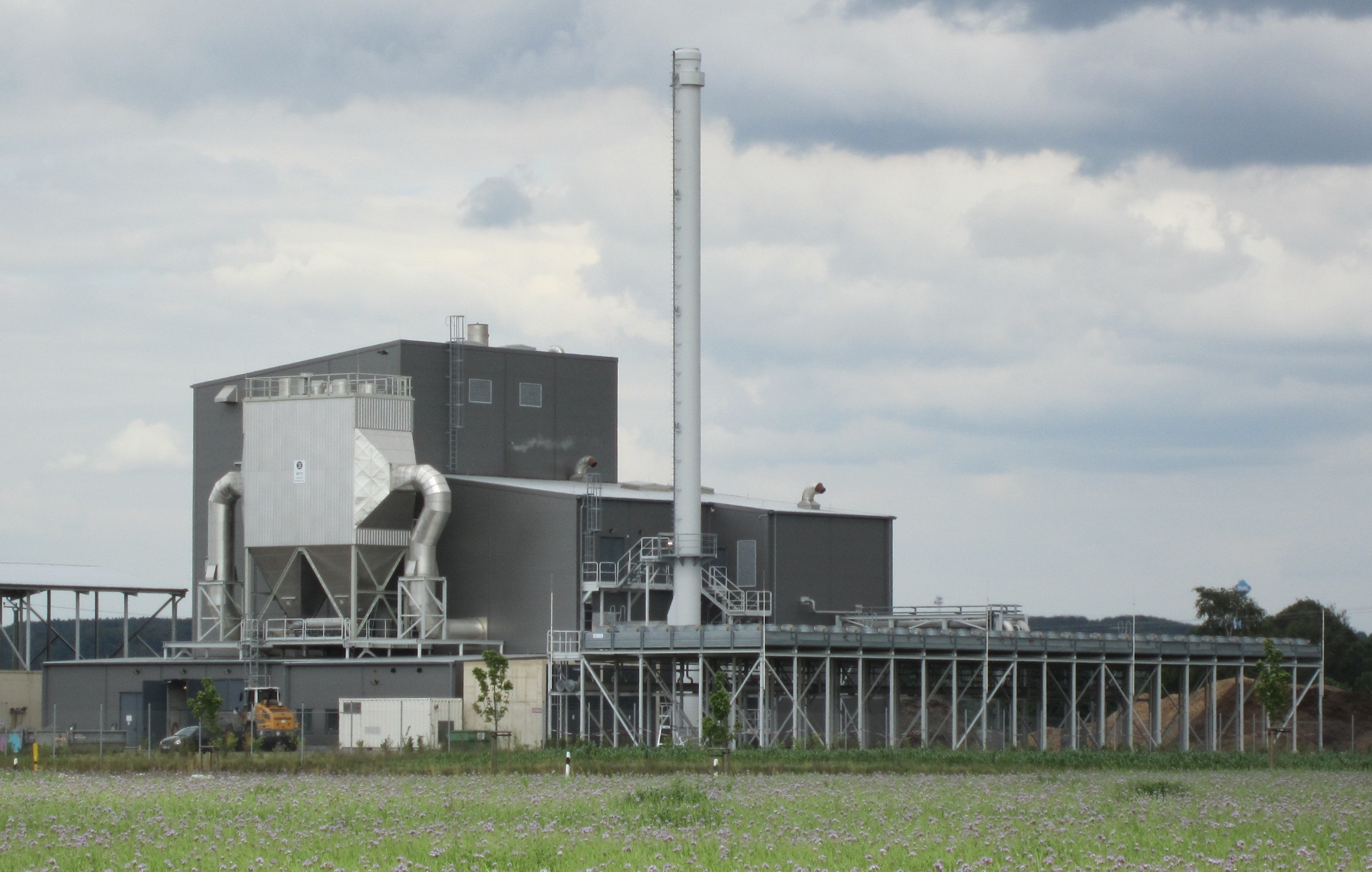
Holzheizkraftwerk im Niedersachsenpark

Mitten im Niedersachsenpark ist ein Holzheizkraftwerk angesiedelt, das seit März 2010 in Betrieb ist. Die Anlage wird mit Holzschnitzeln aus Baumwipfeln und aus dem Wurzelbereich betrieben. Sie ist auf eine Kapazität von ca. 43.000 Megawattstunden Strom angelegt und kann Fernwärme in einer Größenordnung von 78.000 Megawattstunden liefern.
Zum Ausgleich für den Eingriff in die Umwelt hat das Niedersächsische Forstamt Ankum im Auftrage der Niedersachsenpark GmbH in Plaggenschale und Druchhorn insgesamt 9 Hektar Fläche, die zuvor als Acker- bzw. Grünlandfläche genutzt wurden, als Ausgleichs- und Kompensationsmaßnahme aufgeforstet. Insgesamt wurden 51.600 Bäume bzw. Strauchgewächse (u. a. Stieleichen, Roteichen, Buchen, Bergahorn und Douglasien) gepflanzt. Im Herbst/Winter 2011/2012 erfolgte zudem noch eine Schülerpflanzung auf rund 0,8 Hektar.

## Kritik
Vor allem an dem größten Nutzer des Niedersachsenparks, Adidas-Reebok, wurde Kritik geübt. Fast 70 Prozent der Beschäftigten im Betrieb Rieste seien Leiharbeiter, überwiegend aus dem Ausland. Es sei fraglich, ob „eine Arbeitskräftestruktur, wie sie bei adidas Realität ist, tatsächlich ein Gewinn für Rieste und diese Region“ sei.
Die „Grünen“ in der Samtgemeinde Bersenbrück regten 2017 an, dass in der Nähe des Holzheizkraftwerks vor allem Firmen mit einem hohen Wärmebedarf angesiedelt werden sollten. Wärmeleitungen seien bis zu einer Länge von zwei Kilometern rentabel. Bislang nutze im Niedersachsenpark nur die Firma Adidas-Reebok die Wärme des Holzheizkraftwerks.
Der Bundesrechnungshof rügte 2018 die 2016 gemachte Zusage des Bundesverkehrsministeriums, wonach der Bund den Großteil der Kosten für den Bau der neuen Autobahn-Anschlussstelle 67b übernehmen wolle, als Beispiel für „Steuerverschwendung“.